# Neuralna terapija
Neuralna terapija je zdravilna metoda, ki temelji na injiciranju lokalnih anestetikov v vegetativni živčni sistem, pri čemer ti vplivajo na živce, hormone, mišice, krvni in limfni obtok kot tudi na skelet, prebavne organe in izločala. Neuralna terapija je več kot samo omamljanje telesa, saj organizem relaksira, deluje protivnetno, pospeši krvni obtok in ima zaviralen učinek, predvsem pa vzpodbuja telo k samozdravljenju, ne samo pri akutnih boleznih, temveč predvsem pri kroničnih boleznih.
Neuralna terapija se uporablja za akutna in okrog  80% kroničnih obolenj, med katere spadajo kronični glavoboli, bolezni sklepov, kožne težave, kronične bolečine in napetost v vratu, ramenih ter hrbtenici, astma, kronične trebušne težave ... Terapija se ne uporablja pri tumorjih, cirozah (npr. jetrna ciroza), avitaminozi, pomanjkanju železa ipd.
Neuralna terapija se lahko zaradi svoje efektivnosti, zelo majhne tveganosti postopka in celo(s)ti terapevtske metode kombinira z vsemi medicinskimi postopki.

## Zgodovina
Neuralno terapijo sta razvila leta 1925 zdravnika Ferdinand in Walter Huneke, ko je dr. Ferdinand svoji sestri, ki je trpela za migreno, antirevmatik (Atofanyl) po pomoti intravensko namesti intramuskularno. Intravenska uporaba lokalnega anestetika lahko povzroči hude zaplete, predvsem krče in srčne aritmije. Dr. Huneke pa je v tem primeru opazil nenadne in trajne zdravilne učinke, saj je migrena izginila. Tako sta oba brata Huneke začela preiskovati prokain in na podlagi njegovih učinkov razvila tako imenovano segmentno terapijo, ki je postala ena izmed metod neuralne terapije.
Leta 1940 je dr. Huneke svoji pacientki poskušal s segmentno terapijo odpraviti migreno in bolečine v rami, vendar v vseh primerih neuspešno. Ko pa je čez čas prišla k njemu zaradi osteomelitisa (vnetje kosti in kostnega mozga), je v nekaj sekundah po zdravljenju noge začutila olajšanje bolečine v ramenu. Huneke je predpostavljal, da gre za nekakšno motnjo; naj bi šlo za kronična vnetna stanja, ki »jemljejo energijo« telesu in povzročajo zdravstvene težave v drugih delih telesa, ki so neodvisno povezana z vnetjem. Na osnovi tega »sekundnega fenomena« je razvil svojo drugo metodo neuralne terapije, tako imenovano Störfeldtherapie ali zdravljenje preko fokusa oz. žariščne motnje, ki jo ohranjajo in uporabljajo njegovi študenti še danes.
1958 je bila ustanovljena združba »Internationale medizinische Gesellschaft für Neuraltherapie nach Huneke e. V. (IGNH)«, ki si prizadeva razvijati in razširjati znanje neuralne terapije. Leta 1981 se je iz društva odcepilo združenje Nemška akademija za neuralno terapijo in akupunkturo (Deutsche Akademie für Neuraltherapie und Akupunktur e. V.). Tako je neuralna terapija postala soterapija terapevtsko - diagnostične lokalne anestezije.

## Metodi neuralne terapije

### Teorija fokusa
Teorija fokusa se razume v tem smislu, da se z eliminiranjem žarišča (fokusa) naravno razblokira neuralno posredujoče razmerje vzroka in posledice med področjem motnje in organom. Fokus (žarišče) lahko pomenijo brazgotine po operaciji, bolni zobje, vnetja in bakterijska žarišča. Tudi stare poškodbe lahko prikličejo motnje in bremenijo telo. Zato je potrebno dobiti natančno in obširno amnezijo.
Dr. Huneke je v ta namen postavil tri načela:
1. Pri vsaki kronični bolezni je možen pojav žariščnih motenj,
2. Vsak predel telesa lahko postane žarišče motnje,
3. Vsako obolenje z motnjo je ozdravljivo samo z 'izklopom' žarišča motnje.

Neuralno tarapevtsko sredstvo se injicira v takšno žarišče ali blokado, npr. brazgotino. V najboljšem primeru lahko sprožimo tako imenovan 'sekundni fenomen'. Največkrat pa je potrebno večkratno injiciranje, da pride do izboljšanja.

### Segmentna metoda
Pri segmentni metodi zdravljenja izhajamo iz anatomičnih razdelitev telesnih delov na segmente ali dermatome. Pri segmentnem zdravljenju se zdravilo injicira v bližino obolelega ali motenega področja. Injicira se v kožo, v tkivo, v bližino sklepov, v boleče otrdele mišice, bolj poredko tudi v žile in v živčevje. To se določi z ozirom na diagnozo. Pri segmentnem zdravljenju se injicira sub cutano v refleksne cone obolelega organa. V praksi se injicira največkrat tudi v Lucus dolendi, to je najbolj boleča točka spontane bolečine ali dolente (boleče) ob pritisku. Tu se izvaja določena tehnika injiciranja.

## Potek terapije
Zdravljenje pacienta se začne s palpacijo - pretipavanjem telesa z rokami in prsti zaradi diagnosticiranja sprememb na koži, v podkožju, mišičju, organih, ki so ključne za nadaljnjo terapijo. Možne so tudi dodatne klinične preiskave kot na primer rentgenska slika, laboratorijske preiskave ...
Pri terapiji se uporabljajo injekcije s finimi, drobnimi iglami, ki omogočajo gladko uvajanje brez odpora. Bolečine so zanemarljive, tako da tudi pacienti, ki imajo strah pred iglami, brez problema opravijo poseg.
Po zdravljenju/posegu je priporočljivo počivanje, saj se kot stranski učinek lahko pojavita kratkotrajna slabost in vrtoglavica. Neželena reakcije se lahko pojavi v eni do dveh ur po terapiji.
Zdravljenje je lahko uspešno že po enem posegu – sekundni fenomen, večinoma pa je potrebna dlje trajajoča terapija. V primeru, da ima pacient kronično težavo oziroma trpi za več obolenji, se terapija osredotoči na, v tistem trenutku, najbolj obremenjujočo težavo.

## Učinki in zapleti
Pri uporabi neuralne terapije pride tudi do smrtnih incidentov, pri katerih postane ključno vprašanje kako ukrepati, da do njih ne bi več prišlo.
Smrtni primeri:
- smrtne poškodbe pri injiciranju v ganglij stelatum,
- možganske krvavitve, nastale pri injiciranju v arterijo vertebralis,
- smrtne poškodbe trebušne slinavke,
- perforacija zrkla,
- 'krči po celotnem telesu' zaradi preobčutljivosti na prokain,
- alergijske reakcije.

Stöhr in Mayer (1976) poročata o primerih petih pacientov, pri katerih je zaradi paravertebralnega injiciranja neuralnega terapevtika prišlo do nastanka lezij živcev in živčnih korenin. Pri enem izmed teh primerov je prišlo do smrtno nevarnih možganskih krvavitev.
V neuralni terapiji ima lokalni anestetik prokain ključno vlogo, medtem ko v klinični anesteziji zaradi številnih neželenih učinkov ni več uporaben. Prokain se slabo širi po tkivu in ker spada v skupino aminoestrov, pri metaboliziranju kot stranski produkt najstaja paraaminobenzojska kislina, ki pri nekaterih pacientih izzove alergijsko reakcijo.  Prav tako so pri uporabi prokaina kot tudi drugih lokalnih anestetikov možni pojavi srčnih aritmij, spimptomov bolezni centralnega živčnega sistema in krčev. Zraven prokaina se uporabljata tudi lidokain in prilokain.
Kot pri mnogih metodah zdravljenja na področju alternativne medicine, kjer učinkovitost metode ni znanstveno potrjena, tudi pri neuralni terapiji stroški zdravljenja niso zajeti v osnovno zdravstveno zavarovanje.
Obstaja tudi nevarnost, da je postopek zdravljenja bolezni z neuralno terapijo zelo dolgotrajen, pri čemer bi bilo z uporabo znanstveno priznanih metod zdravljenje mnogo krajše.

## Teorije, s pomočjo katerih je možno razložiti učinke neuralne terapije[1]

### Teorija živčnega sistema
Pri večinih kroničnih bolezni, ki so povezane s spremembami v avtonomnem živčevju, natančneje
v membranskem potencialu gangljev ali živčnih vlaken, kar vodi v spremembo v prevajanju. V
določenih primerih se lahko to prenese na okoliške ganglje ter tako vpliva na eferentne in aferentne
živce. Nenormalni signali iz periferije lahko sprožijo masiven efekt v hrbtenjači, kar povzroči
kaotično stanje kontrolnih in selektivnih mehanizmov. Ker je v možganih sedaj poplava nenormalnih
signalov pride do zmede v CŽS, sekundarnih sprememb v imunskem sistemu, hormonskem sistemu,
prebavnem, reproduktivnem ... CŽS zato napačno interpretira signale in zmeda se nadaljuje. Neuralna
terapija želi to zmedo prekiniti.
Prvo je potrebno najti žarišče, kamor injicirajo lokalni anestetik. Ti obnovijo membranski potencial
v živčnih celicah. Učinek je dokaj specifičen za živčno tkivo, ker so lokalni anestetiki lipofilni.
Raziskave so pokazale, da lahko obnovitev membranskega potenciala 'preživi' kratek učinek lokalnih
anestetikov tudi do več let. Enkrat, ko je električni potencial dlje časa hipo- ali hiperpolariziran,
potem kanali, ionska črpalka in drugi transportni mehanizmi ne morejo pravilno delovati. Določeni
odpadni produkti celičnega mehanizma se ne smejo izločiti iz celice, zato so toksični odpad kopiči v
njih. Ta je potem odgovoren za ohranjanje nenormalnega membranskega potenciala.
Če obnovimo potencial za 30min ali 1h z natančnim vnosom lokalnega anestetika, se funkcija celične
stene obnovi za določeno obdobje. V tem lasu se celica lahko znebi toksičnega odpada, včasih za
vedno, in obnovi normalno funkcijo. Tako injiciranje prokaina ni nič drugačno kot injiciranje raztopin
electoriltov v bližje normalno tkivo. Lokalni anestetiki tudi blokirajo anterogradni aksonalni transport
v aksonih do 3 dni. Znano je, da je pri kroničnih bolečinah pomemben transport eksitatornih
nevrotansmiterjev. To je na primer snov P, ki so vključeni v senzitizacijo perifernih nociceptorjev. Če
ta prenos ustavimo za dovlj časa, nakopičena snov P povzroči, da snov P neha nastajati, kar trajno
zmanjša nivo bolečin.

### Teorija kontinuitete mišične ovojnice
V osteopatskih raziskavah je bilo pokazano, da so mišične ovojnice, ki obdajajo posamezno
mišico med seboj povezane. Zato lahko razumemo kako npr. brazgotina, ki je ostala po operaciji
slepiča 'zateguje/vleče' abdominalne mišice, ki so povezane z mišicami hrbta in ligamenti križnice
in sednice. Tako lahko brazgotina povzroči tajen premih križnih sklepov. To zategovanje/vleka je
lahko tudi posledica razlike v napetosti. Brazgotinasto tkivo ima potencial tudi do 1,5V, medtem ko
je normalen potencial 80mV. Električna sila privlači brazgotino in spodnje mišične ovojnice ter tako
ustvari napetostne linije, ki imajo lahko učinek drugje v telesu, Z injiciranjem lokalnih anestetikov se
ustvari električni potencial znotraj normalne meje, ki je lahko dolgotrajen (glej prejšnjo teorijo), zato
bo brazgotina nehala vleči tkivo.

### Teorija temeljnih sistemov
Ta teorija je pri neuralnih terapevtih najbolj priljubljena, čeprav je najslabše razumljena.
Nanaša se na nobo razumevanje/pogled na ekstracelularen prostor. V njem se med drugim
nahajajo aminosladkorji, ki ustvarjajo neke vrste sito za snovi, ki prehajajo iz in v celico. Ta del
ekstracelularnega prostora je po navadi najbolj 'onesnažen' s težkimi kovinami in drugimi toksini.
Snovi so tu ujete zaradi sulfidrilne vezave, elektrostatskih ali drugih sil. Tarčna neuralna terapija
želi sprostiti elektrostatsko napetost, ki tam zadržuje toksine in jih odplaviti v kri. Ugotovili so,
da so krize, ki včasih nastopijo po injiciranju, posledica odplavljanja toksinov in nevrotoksinov iz
telesa. Zaradi tega učinka je neuralna terapija zelo primerna za detoksikacijo, a se je zelo malo
uporablja. Pomembno pa je, da v telo pred terapijo vnesemo dovolj snovi, ki vežejo te toksine, kot so
holestiramin, oglje, hitosan. Ti imajo lahko takojšen učinek na celotno telo. To je razloženo s tekočimi
kristali. Če na enem delu vplivaš nanje, se takoj spremeni celotna snov. Takšni so v človeškem telesu
proteoglikani in glikoproteini v ECT. Preko njih lahko vplivamo na celotno telo.

### Teorija limnfnega sistema
Fleckenstein je delal poskuse s katerimi je pokazal, da injiciranje novokaina v limfne vozliče ali
limfne kanalčke sproži dramatično širjenje limfnih žil in pospeši transport limfe. Pokazal je, da lahko
limfni sistem ovira transport toksinov. To stanje lahko traja dolgo obdobje. Po injiciranju lokalnih
anestetikov v limfne vozliče se stanje zopet nomarmalizira – ker se limfa zopet normalno pretaka.
Zadnje čase se uporabljajo tudi razredčena zdravila skupaj s prokainom, pa tudi kalcitinin in čebelji
strup.